# Lavelanet
Lavelanet település Franciaországban, Ariège megyében. Lakosainak száma 6018 fő (2022. január 1.). Lavelanet Bénaix, Dreuilhe, Laroque-d’Olmes, Péreille, Raissac, Saint-Jean-d’Aigues-Vives, Sautel és Villeneuve-d’Olmes községekkel határos.

## Népesség
A település népességének változása:
| Lakosok száma | 8630 | 8368 | 7740 | 6769 | 6312 | 6205 | 6137 | 6031 | 6052 | 6018 |
|               | 1968 | 1982 | 1990 | 2006 | 2013 | 2015 | 2017 | 2019 | 2020 | 2022 |